# Kiss Kiss Bang Bang (Baby K)
Kiss Kiss Bang Bang è il secondo album in studio della rapper italiana Baby K, pubblicato l'11 settembre 2015 dalla Sony Music.

## Descrizione
Prodotto dal duo Takagi & Ketra, l'album è stato anticipato dai singoli Anna Wintour e Roma-Bangkok, quest'ultimo realizzato in duetto con la cantautrice italiana Giusy Ferreri e che ha ottenuto successo a livello nazionale, conquistando la prima posizione della Top Singoli e venendo certificato nove volte disco di platino, divenendo il singolo più venduto in Italia nel 2015 e dal 2010 ad oggi.

## Tracce
1. Kiss Kiss Bang Bang – 3:12 (testo: Claudia Nahum, Federica Abbate – musica: Alessandro Merli, Fabio Clemente)
2. Anna Wintour – 3:32 (testo: Claudia Nahum – musica: Alessandro Merli, Fabio Clemente)
3. Roma-Bangkok (feat. Giusy Ferreri) – 2:54 (testo: Claudia Nahum, Rocco Pagliarulo, Federica Abbate – musica: Alessandro Merli, Fabio Clemente)
4. Dindi – 2:48 (testo: Claudia Nahum – musica: Alessandro Merli, Fabio Clemente)
5. Chiudo gli occhi e salto (feat. Federica Abbate) – 3:49 (testo: Claudia Nahum, Federica Abbate – musica: Alessandro Merli, Fabio Clemente)
6. Lasciati le Sneakers – 3:22 (testo: Claudia Nahum – musica: Alessandro Merli, Fabio Clemente)
7. Super mega iper – 3:26 (testo: Claudia Nahum – musica: Alessandro Merli, Fabio Clemente)
8. Fakeness (feat. Madh) – 3:48 (testo: Claudia Nahum, Marco Cappai – musica: Alessandro Merli, Fabio Clemente)
9. Chiedi alla Luna – 3:00 (testo: Claudia Nahum, Uche Ebele, Obi Ebele – musica: Alessandro Merli, Fabio Clemente)
10. Hipster Love – 3:12 (testo: Claudia Nahum – musica: Alessandro Merli, Fabio Clemente)
11. Venerdì – 2:33 (testo: Claudia Nahum – musica: Alessandro Merli, Fabio Clemente)
12. Licenza di uccidere (feat. Fred De Palma & DJ 2P) – 3:25 (testo: Claudia Nahum, Federico Palana – musica: Alessandro Merli, Fabio Clemente)
13. Ola – 3:08 (testo: Claudia Nahum – musica: Paolo Catoni, Marco Pistella, Francesco Rigon)
14. Brucia – 3:46 (testo: Claudia Nahum – musica: Paolo Catoni, Marco Pistella, Francesco Rigon)

## Classifiche
| Classifica (2015) | Posizione massima |
| ----------------- | ----------------- |
| Italia            | 4                 |
| Svizzera          | 89                |